# Minoische Villa von Nirou Chani

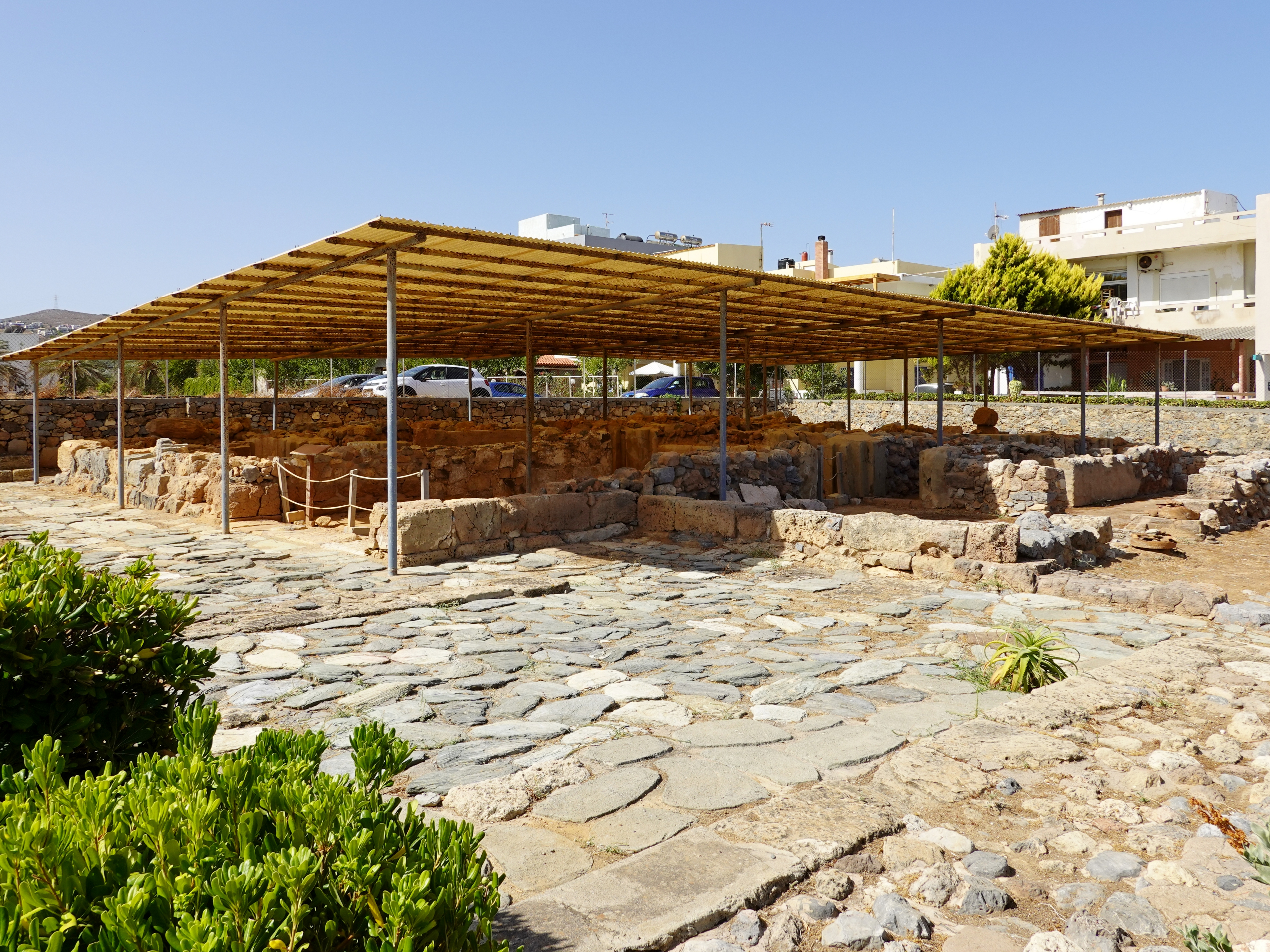
Minoische Villa von Nirou Chani

Die Minoische Villa von Nirou Chani (griechisch Μινωική έπαυλη Νίρου Χάνι Minoiki epavli Nirou Chani), auch Minoisches Megaron von Niros (Μινωικόν μέγαρον Νίρου Minoikon megaron Nirou), bezeichnet eine archäologische Ausgrabungsstätte im zentralen Norden der griechischen Insel Kreta. Sie befindet sich in der Gemeinde Chersonisos des Regionalbezirks Iraklio, ungefähr 12 Kilometer östlich der Inselhauptstadt Iraklio. Der Gattungsbegriff „Minoische Villa“ umschreibt einen Gebäudetyp, der weitgehend auf die Neupalastzeit der minoischen Kultur beschränkt ist.

## Lage

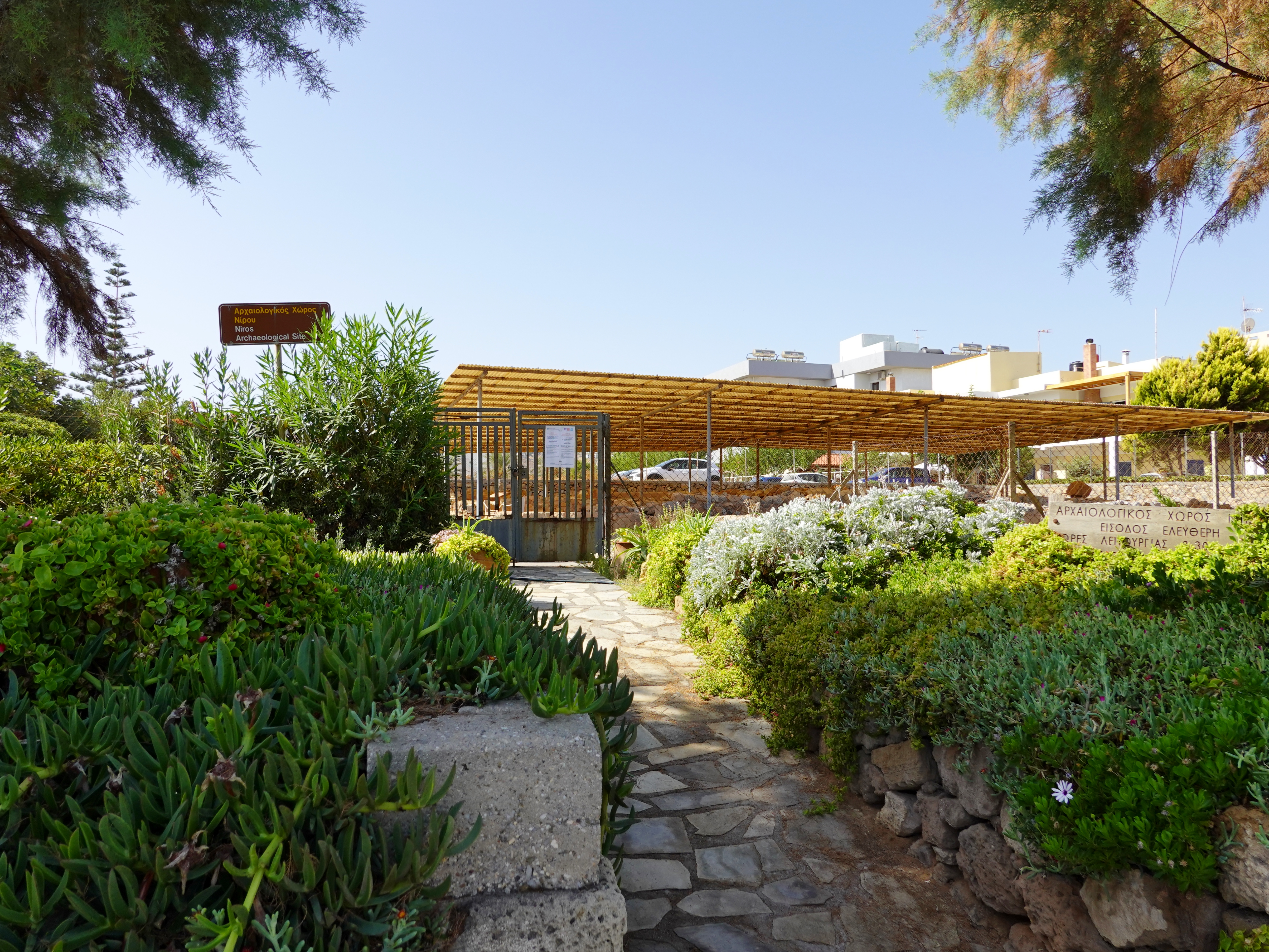
Eingang zur Ausgrabungsstätte

Die Überreste der „Minoischen Villa“ von Nirou Chani, auch Niros (Νίρος) genannt, befinden sich auf sieben Meter Höhe in einer flachen Küstenebene innerhalb des Ortes Kokkini Chani (Κοκκίνη Χάνι ‚Rote Herberge‘), etwa 50 Meter von der Nordküste Kretas entfernt. Nach Westen und Süden wird die Küstenebene von um die 150 Meter hohen Hügeln begrenzt. Ungefähr 240 Meter nordwestlich der Ausgrabungsstätte mündet der kleine Bach Sfakoryako (Σφακορύακο) ins Ägäische Meer. Noch weiter westlich, etwa 730 Meter von der Ausgrabungsstätte entfernt, finden sich nahe der Kapelle Agii Theodori (Άγιοι Θεόδωροι) minoische Baubefunde im Meer, möglicherweise Reste eines Hafens oder einer Werft, die auf einen in der Bronzezeit drei bis fünf Meter niedrigeren Meeresspiegel hindeuten.

## Geschichte und Beschreibung
Die „Minoische Villa“ von Nirou Chani wurde von Stephanos Xanthoudides bei dreitägigen Testgrabungen im Sommer 1918 entdeckt. Bei der Ausgrabung und Reinigung zweier Räume fand man vier Steinlampen und einige Keramiktöpfe. Die vollständige Ausgrabung des 34 × 30 Meter großen Gebäudes erfolgte im Sommer 1919 unter der Leitung von Xanthoudides. Die Ergebnisse und Funde der Grabungen wurden durch ihn im Jahr 1922 in Archaiologikē ephēmeris 96 veröffentlicht. Die Fundstücke befinden sich heute im archäologischen Museum von Iraklio. Anhand der Keramikfunde wird die Errichtung des Bauwerkes in den Zeitraum der mittel- bis spätminoischen Phasen MM III und SM I A (etwa 1700–1480 v. Chr.) datiert. Die Zerstörung der „Villa“ erfolgte in den spätminoischen Phasen SM I B oder SM II (1480–1390 v. Chr.). Die Gebäudereste wurden 1960 unter Nikolaos Platon restauriert und die Ausgrabungsstätte eingezäunt.

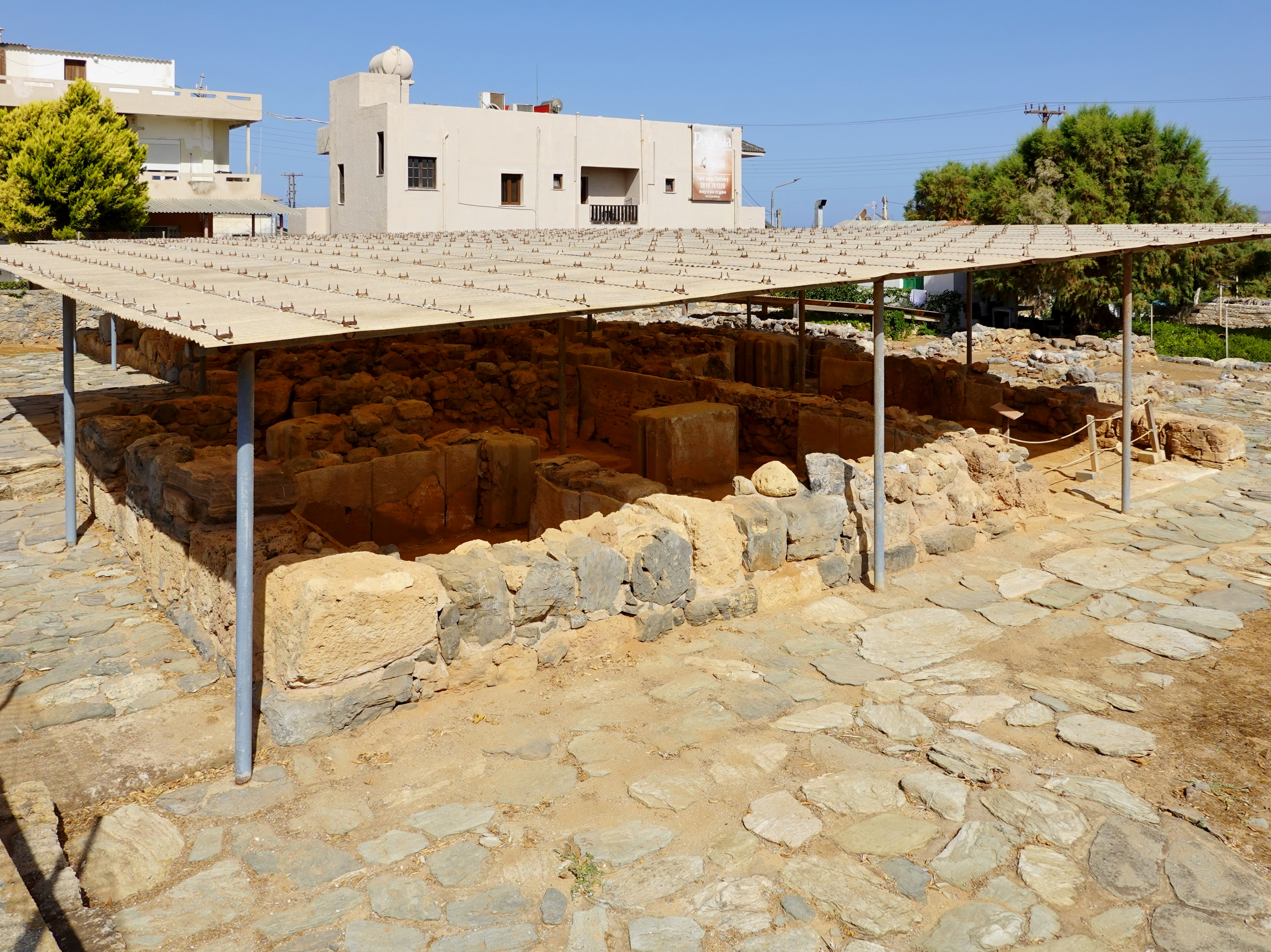
Gepflasterte Einfassung des Gebäudes im Süden und Osten

Das Gebäude der „Minoischen Villa“ hatte zwei Stockwerke. Im Erdgeschoss befanden sich 40 Räume mit zwei Innenhöfen im Osten und Norden. Zwischen den Überresten der Räume gibt es aufgrund der flachen Lage nur geringe Niveauunterschiede. Die Fassaden des Gebäudes werden von großformatigem Quadermauerwerk gebildet, während die Innenwände aus zum Teil mit Gipssteinplatten verkleideten Bruchsteinmauern bestehen. Gipssteinplatten fanden in vielen Innenräumen auch als Bodenpflasterung Verwendung. Den Mauerverbund stützten vertikale Balken aus Holz, das in großen Mengen dokumentiert ist. Das Gebäude war im Osten von einer Freifläche und im Süden von einer partiell erhöhten Wegführung mit Pflastersteinen aus Schiefer eingefasst.

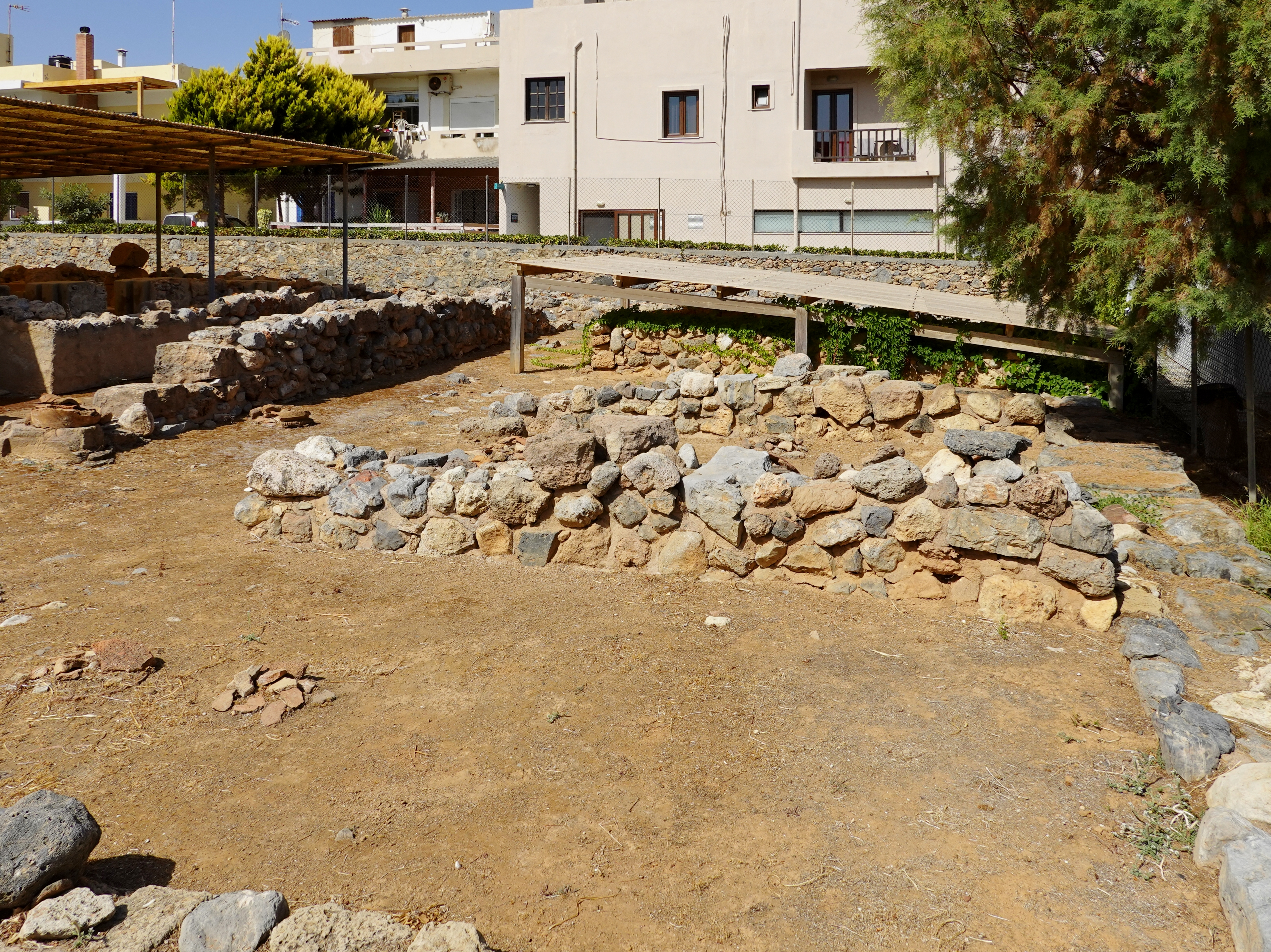
Nordhof und dahinter Raum 24 mit Resten eingegrabener Pithoi

Die „Villa“ wird durch den Korridor 11 in einen nördlichen und einen südlichen Bereich getrennt. Im Norden befanden sich Lagerräume verderblicher Waren mit Maisbehältern im Nordwesten und in den Boden eingelassenen Pithoi, vor allem in Raum 24, die der Aufbewahrung von Wein und Olivenöl dienten. Im südlichen Bereich lagen hauptsächlich Fundstücke religiöser und ritueller Natur. Darunter befanden sich dreibeinige Terrakottatische, als Altäre gedeutet, in den Räumen 16 bis 18, vier bronzene Doppeläxte (Labrys) in Raum 7 sowie Steinlampen und Vasen in verschiedenen Räumen. Korridor 11 enthielt zudem Teile eines Freskos mit der Darstellung eines „heiligen Knotens“ (siehe den späteren Heraklesknoten). Östlich des Gebäudes scheint es an der Südseite der gepflasterten Freifläche einen dreigliedrigen Schrein gegeben zu haben, gebildet aus Stufen und einer westlich anschließenden niedrigen Mauer, auf der Überreste großer Kulthörner gefunden wurden.

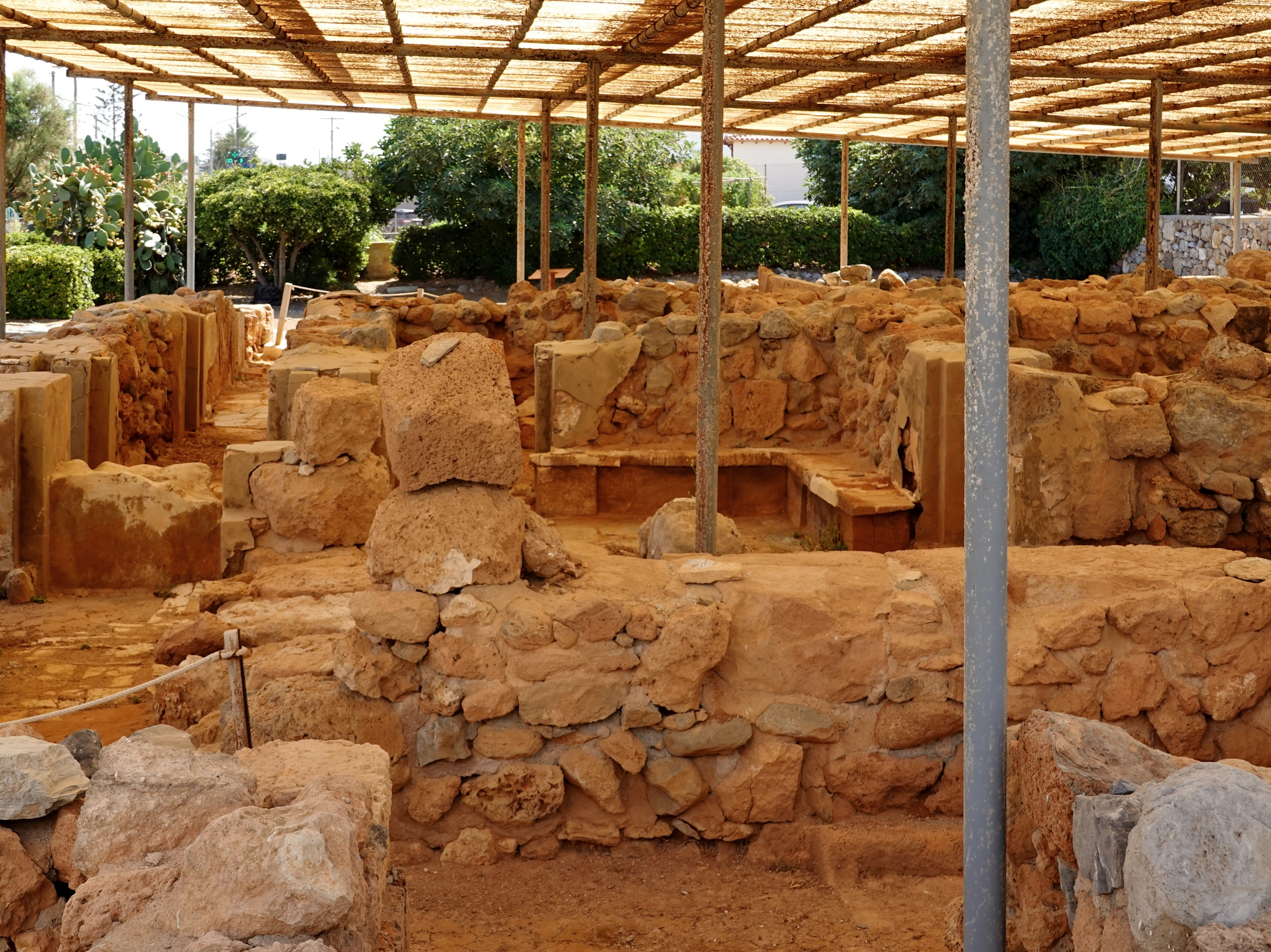
Eckbank in Raum 12

Der Haupteingang der „Villa“ befand sich im Osten. Hinter zwei Säulen befand sich der Osthof (Raum 2), ein Portikus, der als Lichtschacht diente. Ihm schloss sich hinter einer Türtrennwand eine Halle (Raum 2a) an, von der der Korridor 11 nach Westen abgeht und zwei Türen im hinteren Bereich zu weiteren Räumen im Norden und Süden führten. Rechts und links des Korridors gibt es Zugänge zu kleineren gepflasterten Räumen, darunter zwei mit Bänken. Während Raum 15 nur eine Bank an der der Tür gegenüberliegenden Wand besitzt, zieht sich in Raum 12 eine Bank von der Ostwand um die Ecke die Südwand entlang. Beide Wände waren mit Gips verkleidet. Der Boden ist in der Mitte des Raumes mit Eisensandstein ausgelegt, umgeben von einem Rand aus Gipsplatten. Im Westen schloss sich hinter einer Säule Raum 13 als Lichtschacht an.
Aufgrund der Fülle religiöser Funde in der „Minoischen Villa“ von Nirou Chani kam es zu unterschiedlichen Interpretationen zum Verwendungszweck des Gebäudes. Arthur Evans und Stephanos Xanthoudides nahmen an, dass es sich um ein Zentrum zur Herstellung von Votivobjekten für den Export handelte und möglicherweise Wohnsitz eines bedeutenden religiösen Führers war. J. Walter Graham hielt es für eine private Residenz und Louise Hitchcock für ein halböffentliches Gebäude mit Verwendung der Kultobjekte bei Zeremonien auf der östlichen Freifläche. Robert B. Koehl sah in der „Villa“ den Vorläufer eines Andreion, eines Ortes, an dem die eingeweihten Männer jeder Stadt gemeinsame Mahlzeiten einnahmen, mit angeschlossenem Koimeterion zum Schlafen der Gäste. Eine Reihe von Votivbechern, die unter einem Schrein gefunden wurden, enthielt vulkanische Bimssteine des Thera-Ausbruchs und weist auf eine Reparatur des Gebäudes mit anschließender Wiedergründung oder -einweihung hin.

Ausgrabungsstätte
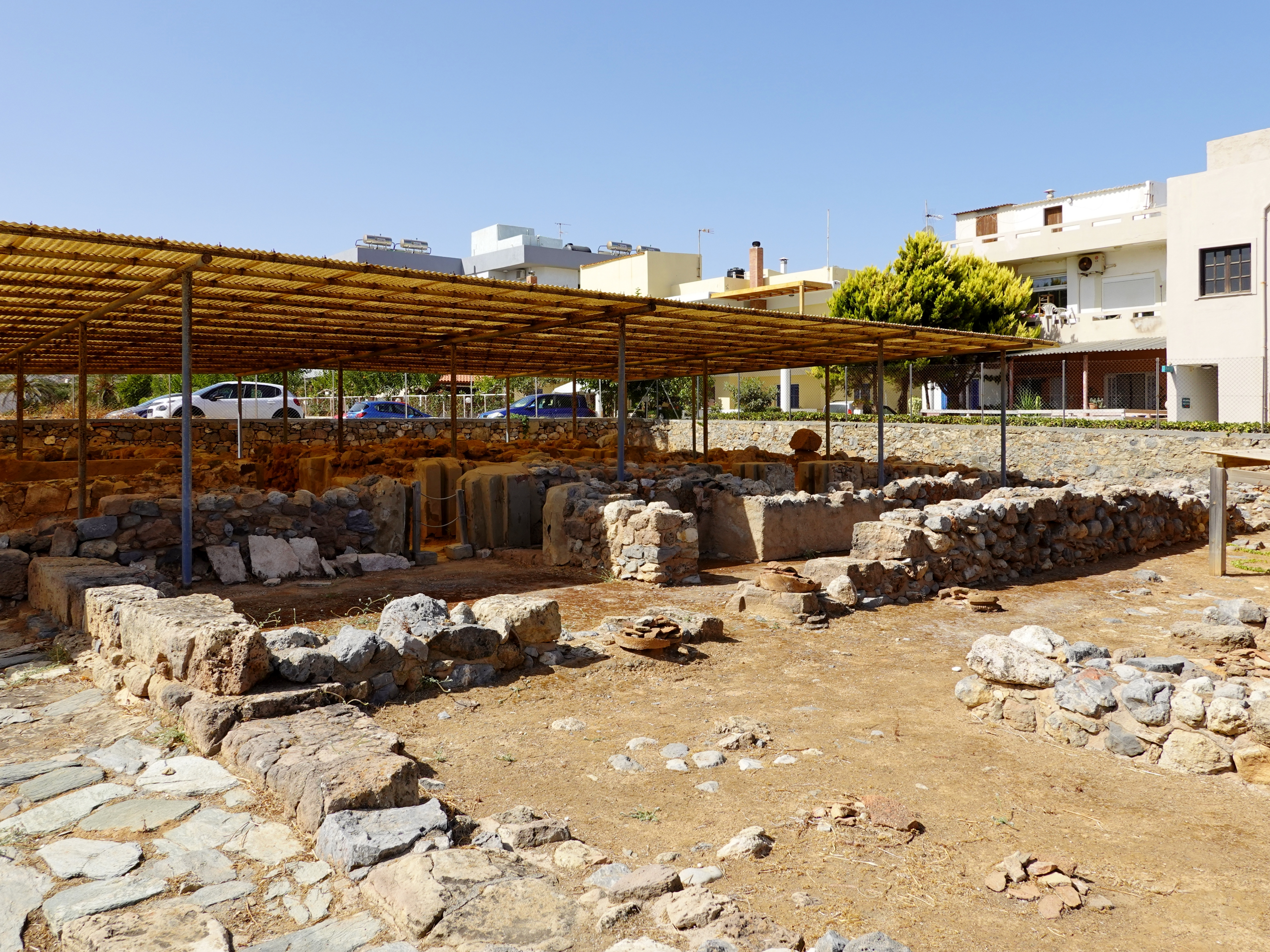
Nördlicher Bereich mit den Räumen 19 bis 23
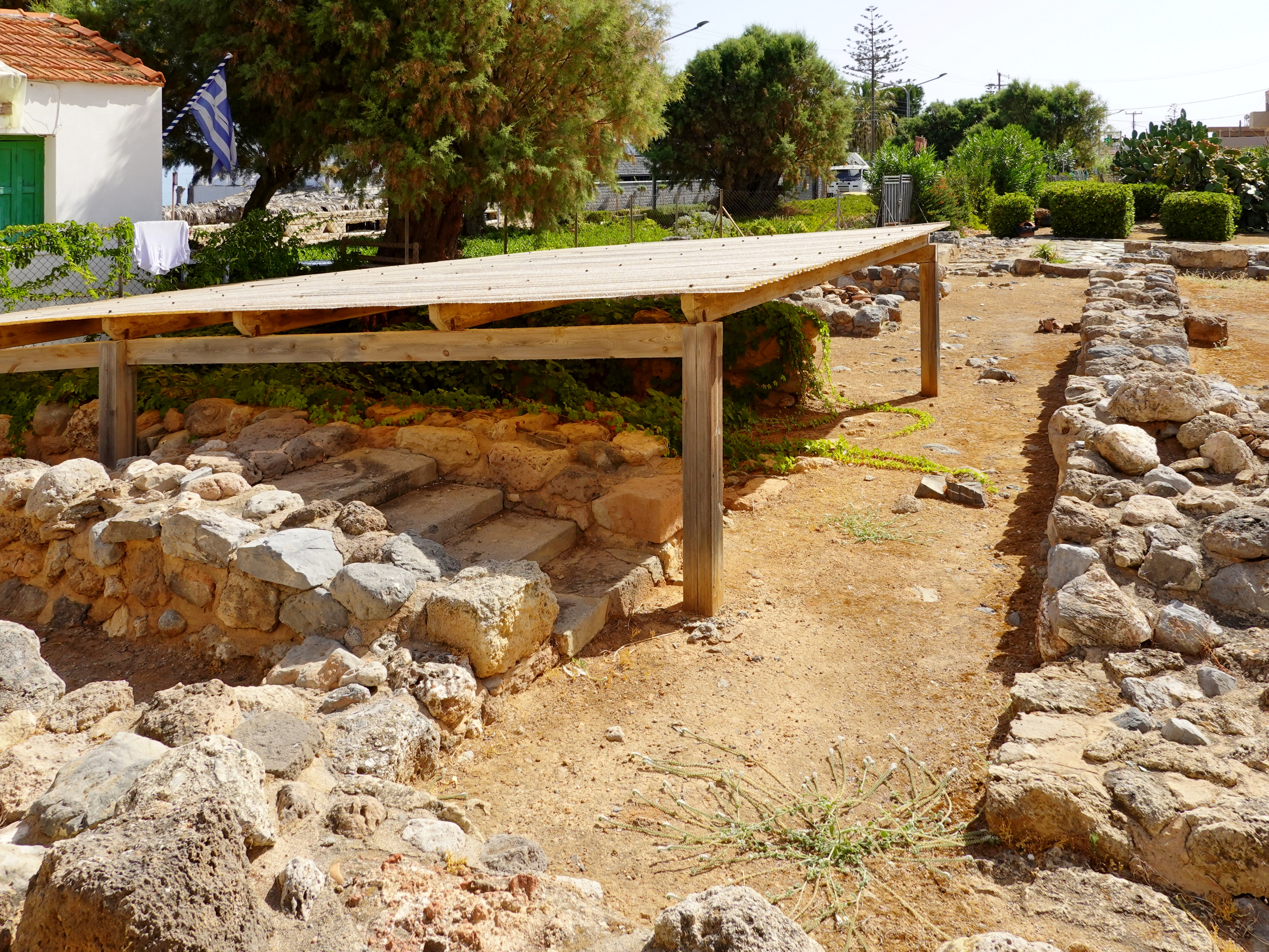
Treppe vor den Räumen 26 bis 30 mit Behältern für verderbliche Waren
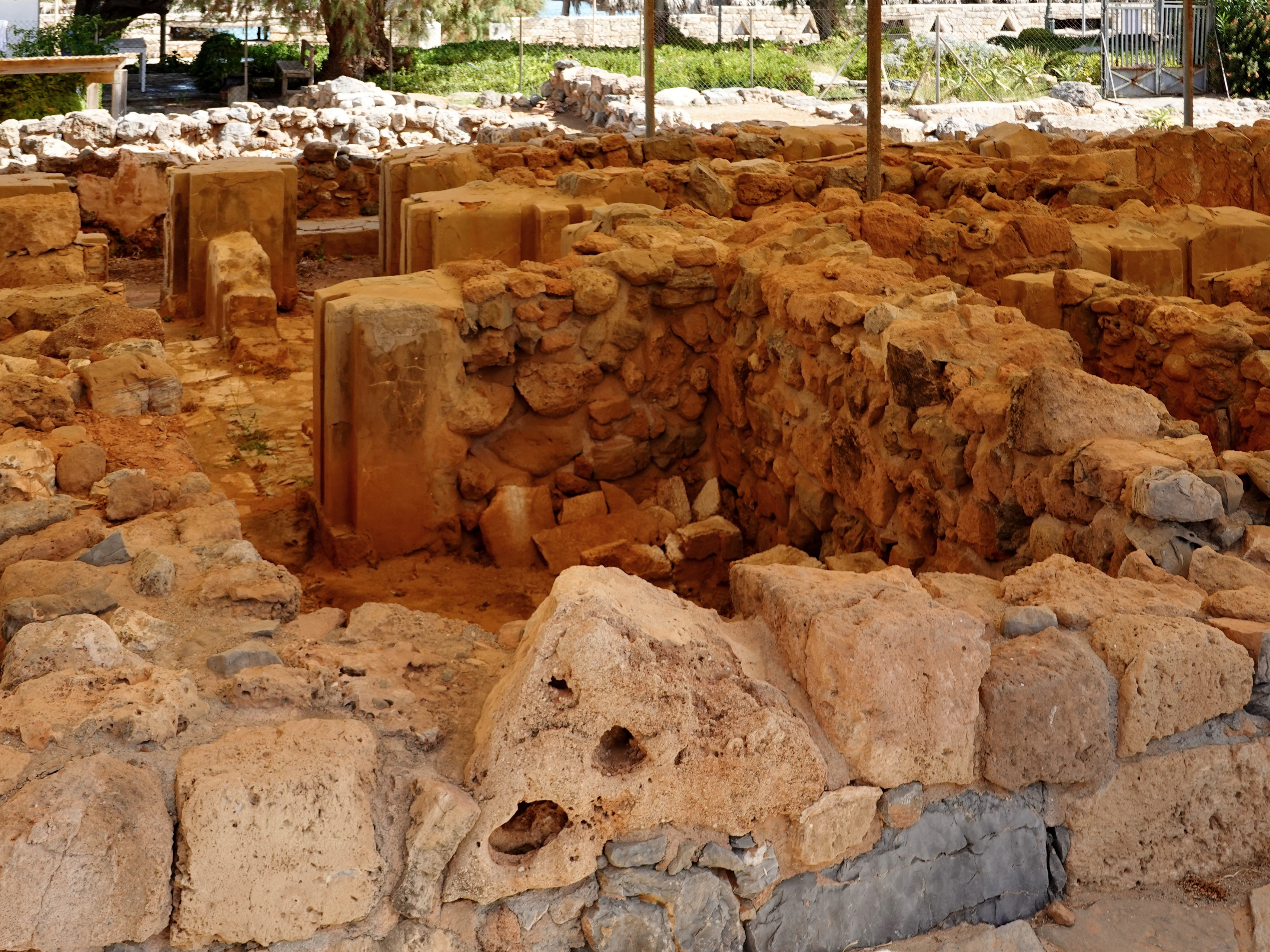
Raum 17, Fundort dreibeiniger „Altäre“, vor Raum 12
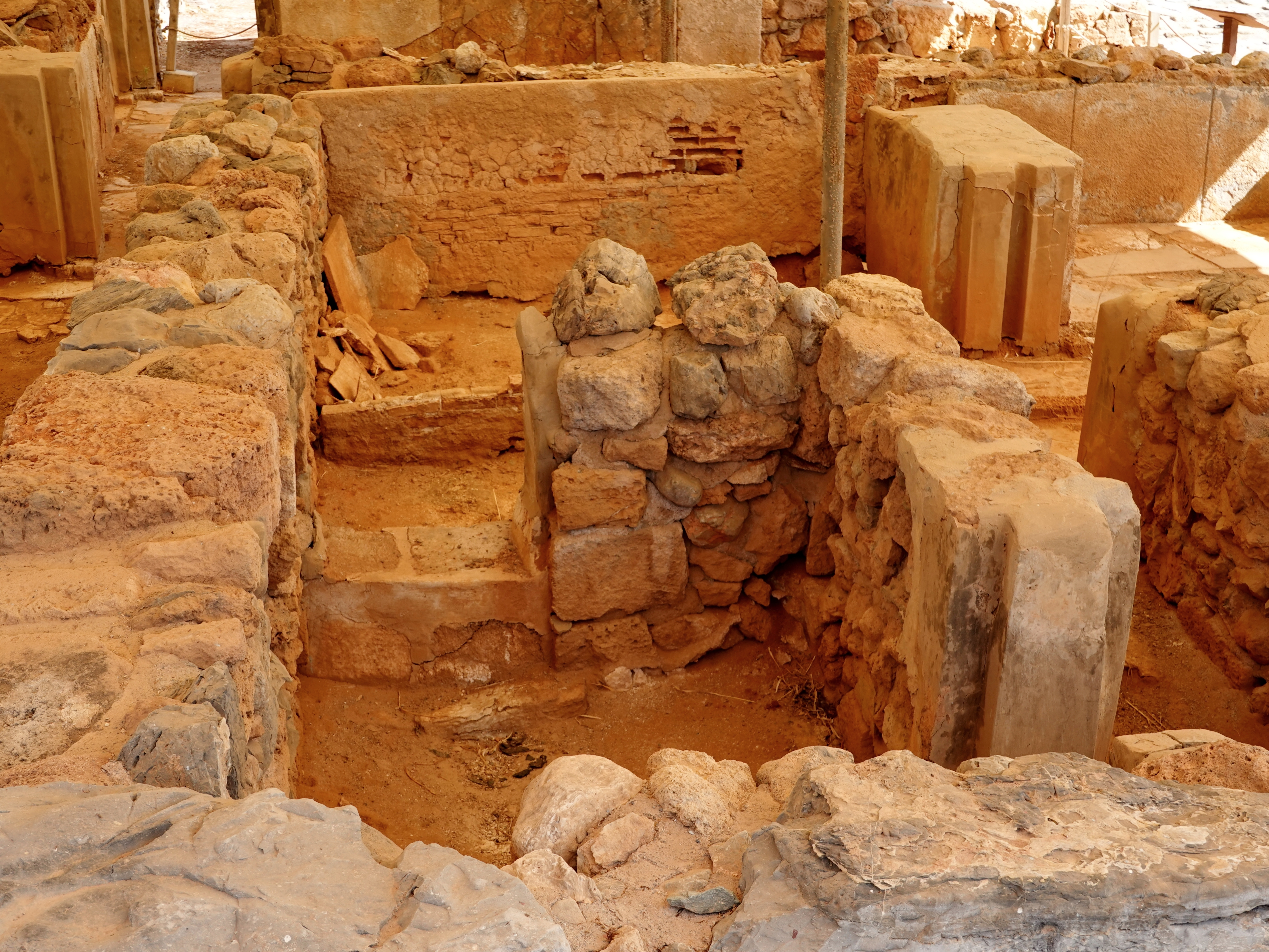
Raum 7, der Fundort der Doppeläxte (Labrys), hinter Raum 9